# Zirler Berg

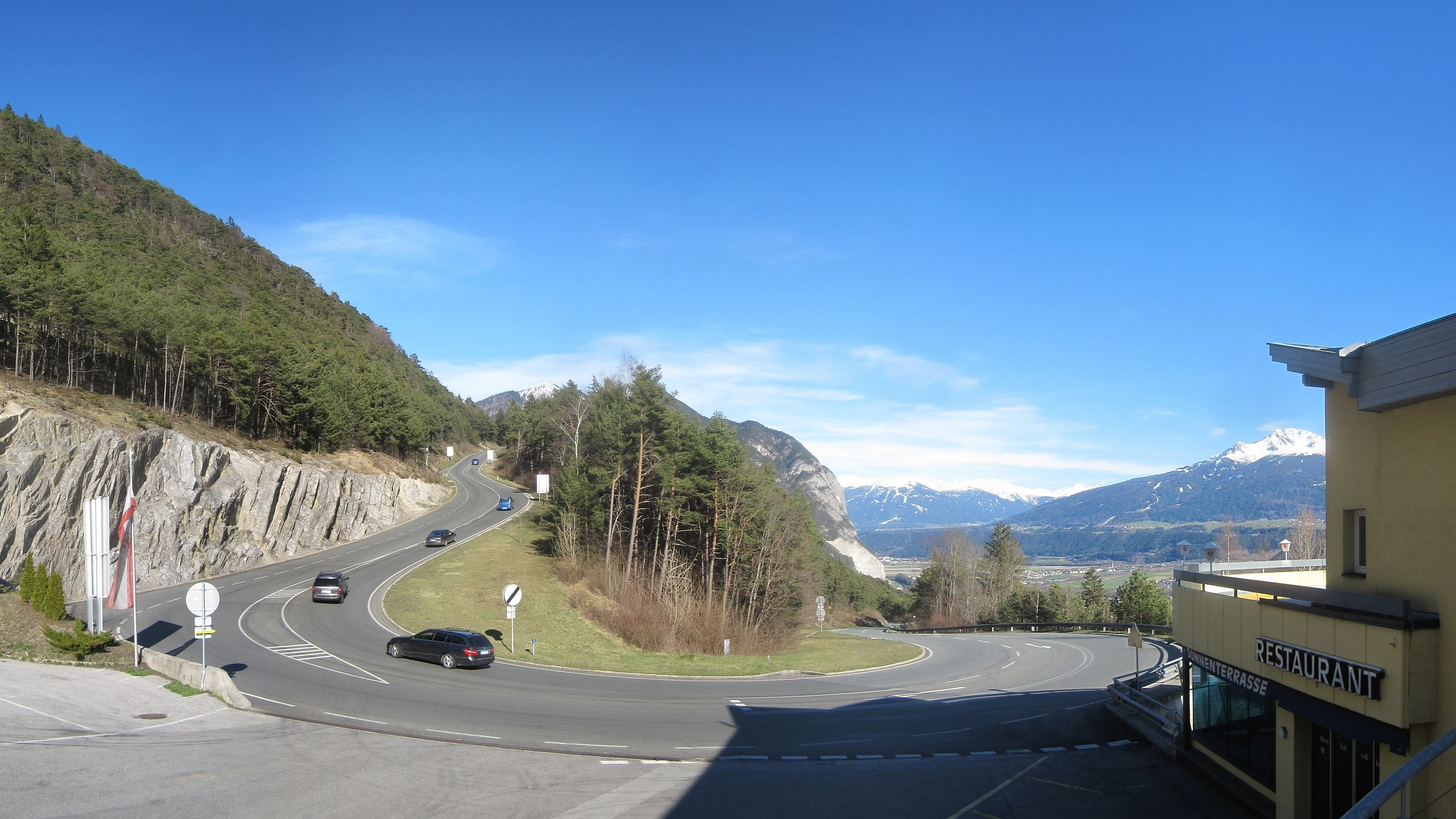
Haarnadelkurve der Zirlerbergstraße, dahinter die Martinswand und das Inntal mit am Horizont befindlichen Tuxer Alpen

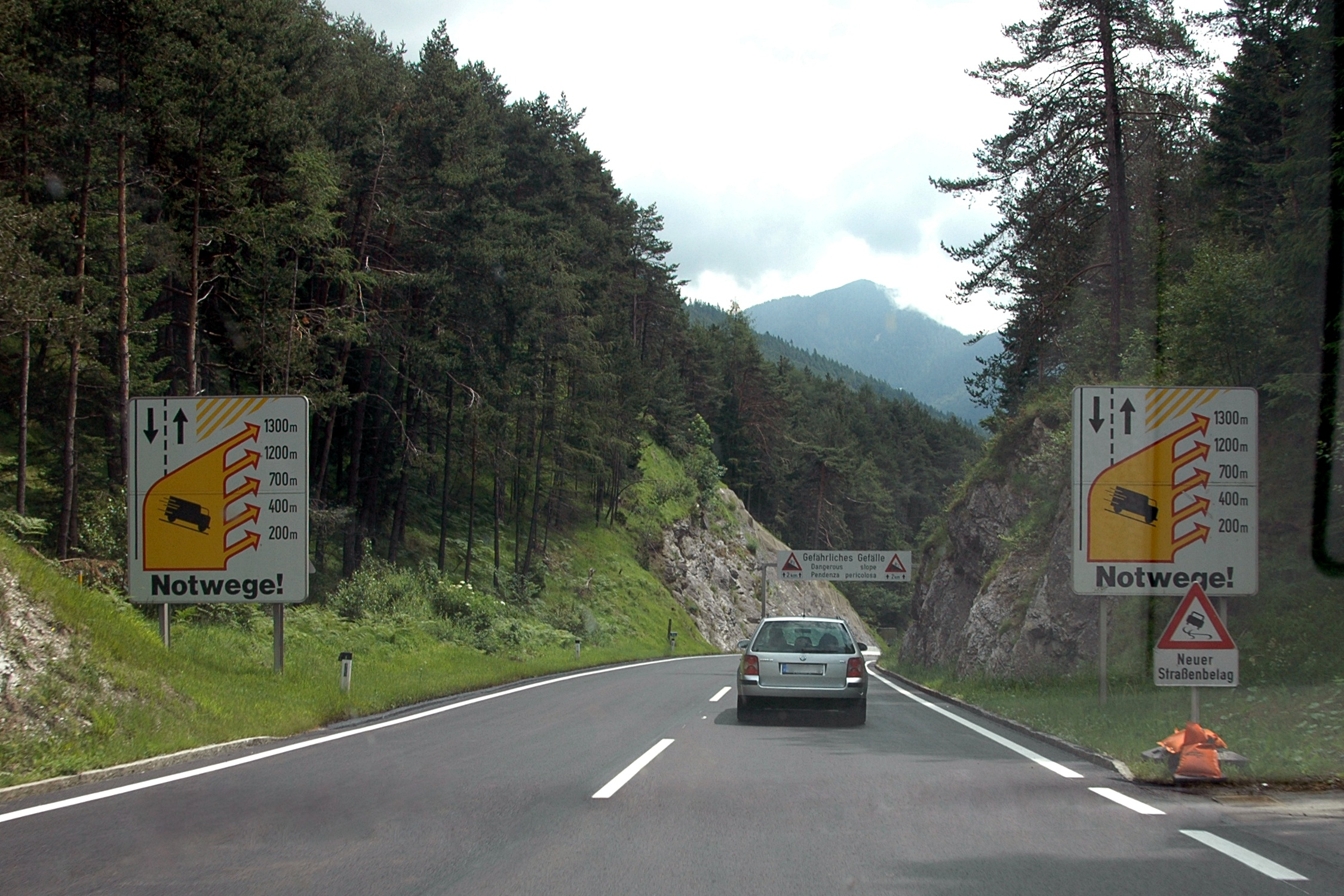
Beginn der Gefällestrecke der Zirlerbergstraße mit Hinweis- und Warntafeln zu Notwegen (2012)

Der Zirler Berg nahe Zirl im österreichischen Bundesland Tirol ist ein 1057 m ü. A. hoher Südausläufer der Reither Spitze (2374 m) im Karwendel, einem westlichen Teil der Nördlichen Kalkalpen. Bekannt ist er vor allem durch die Seefelder Straße (B 177), die an seinem Südhang auf weniger als 4 Kilometer Länge 388 Meter Höhenunterschied zwischen Zirl im Inntal und Leithen auf dem Seefelder Plateau überwindet.

## Geographische Lage
Der Zirler Berg liegt am Südostausläufer des auf etwa 1200 m Seehöhe gelegenen Seefelder Plateaus, das sich zwischen Wetterstein- (Norden), Karwendel- (Osten) und Mieminger Gebirge (Westen) ausbreitet und im Süden zum 600 m tiefer gelegenen Inntal abfällt. Seine Bergkuppe liegt südöstlich von Reith und dessen Ortsteil Leithen im Zirler Wald, der auch den Talhang bis hinunter zur Tiroler Straße (B 171) zwischen Zirl und Telfs bedeckt.
Etwa 2,5 km nördlich des Zirler Bergs erhebt sich der Rauenkopf (2011 m), der zur nördlich davon befindlichen Reither Spitze (2374 m) überleitet, und zirka 2,5 km nordöstlich der Brunstkopf (1719 m), die alle zur Erlspitzgruppe gehören. Östlich vorbei fließt durch die Schlossbachklamm der Inn-Zufluss Schlossbach. Etwas nördlich der Bergkuppe steht seit 1637 am Ortsrand von Leithen eine Pestsäule.

## Geologie
Der Gipfel des Zirler Bergs und seine südliche Bergflanke zum Inntal hin besteht aus Schichten des Hauptdolomit, im Bereich der Bergkuppe befinden sich Moränenablagerungen.

## Verkehr

### Zirlerbergstraße
Über die Süd- und Ostflanke des Zirler Bergs führt der auch Zirlerbergstraße genannte Abschnitt der Seefelder Straße (B 177), die überwiegend in Süd-Nord-Richtung aus dem Inntal von Zirl (622 m) kommend am Berg mit bis zu 16 % Steigung bergauf nach Leithen (1010 m) führt und dann weiter durch Reith, dessen Ortsteil Auland und über den etwa 4 km (Luftlinie) nordwestlich des Zirler Bergs gelegenen Seefelder Sattel (1185 m) nach Seefeld verläuft; somit überwindet die Straße zwischen Zirl und Leithen 388 m Höhenunterschied, obgleich das Gelände in Richtung des Seefelder Sattels noch weiter ansteigt.
Auf der Südflanke des Zirler Bergs liegt – am Gasthaus Zirlerberg-Rast mit Aussicht ins Inntal – auf etwa 818 m Höhe die einzige Spitzkehre der Zirlerbergstraße.
Die Seefelder Straße ist zwischen Zirl und Reith in Nordrichtung (bergauf) für Pkw mit Anhänger und auf der gesamten Strecke zwischen Zirl und Scharnitz in beiden Richtungen für Lkw über 7,5 Tonnen gesperrt, bestimmter Ziel- und Quellverkehr ist ausgenommen. Eine frühere Freigabe für gewisse Pkw-Anhänger wurde 2007 gestrichen. Aufgrund des starken Gefälles sind zwischen Leithen und Zirl mehrere Notwege angelegt, die vom bergab ins Inntal verlaufenden Fahrstreifen abzweigen; sie führen als am Berghang befindliche Notbremswege ein Stück bergauf, so dass in deren aus Kies bestehenden Wegbetten insbesondere Lkw im Notfall abgebremst werden können. Wegen des Gefälles besteht talwärts zudem Radfahrverbot; bergauf darf geradelt werden.

### Karwendelbahn
Nordöstlich vorbei am Zirler Berg verläuft etwa entlang der B 177 ein Teil der windungs- und tunnelreichen Karwendelbahn, der von Innsbruck über Seefeld und Mittenwald nach Garmisch-Partenkirchen führenden Eisenbahnstrecke. Etwas östlich des Bergs ist sie in der Südflanke des Rauenkopfs und Südwestflanke des Brunstkopfs, den Schlossbach kreuzend, als langgestreckte Kehre mit Brücken und Tunneln angelegt.

## Energiegewinnung
Im Jahr 2005 wurde für den Neubau der Kläranlage in Seefeld das erste Abwasserkraftwerk Österreichs am Zirler Berg errichtet. Das geklärte Wasser wird nicht mehr zur Isar abgeleitet, sondern zum Zirler Berg gepumpt und das Gefälle zum Inntal zum Betrieb einer Turbine genutzt. Von den 5,5 Millionen Kilowattstunden Jahresarbeitsvermögen werden 0,5 für die Abwasserreinigung und 1,5 für das Pumpwerk aufgewendet, so dass die Nettoerzeugung von 3,5 GWh etwa dem Bedarf aller Privathaushalte in Seefeld entspricht.